# Horst Hrubesch
Horst Hrubesch (ur. 17 kwietnia 1951 w Hamm) – niemiecki piłkarz, napastnik i trener piłkarski. Mistrz Europy (1980) i wicemistrz świata (1982).

## Kariera sportowa
Zauważony został dopiero w wieku 24 lat, kiedy to podpisał kontrakt z Rot-Weiss Essen. W 1978 został piłkarzem Hamburger SV i w tym klubie odniósł największe sukcesy. Trzykrotnie zostawał mistrzem RFN (1979, 1982, 1983), w 1983 triumfował także w Pucharze Europy. W 1982 był królem strzelców ligi (27 trafień). W latach 1983–1985 grał w belgijskim Standard Liège, w sezonie 1985/1986 był zawodnikiem Borussii Dortmund. W Bundeslidze rozegrał 224 spotkania i strzelił 136 bramek.
W reprezentacji RFN debiutował 2 kwietnia 1980 w meczu z Austrią. Do 1982 rozegrał w kadrze 21 spotkań i zdobył 6 bramek. W 1980 został mistrzem Europy. Był bohaterem meczu finałowego z Belgią – strzelił dwie bramki, a RFN wygrało 2:1. Podczas MŚ 82 wystąpił w pięciu meczach i raz trafił do bramki przeciwnika.
W 2016 razem z reprezentacją Niemiec U-21 zdobył srebrny medal olimpijski.